# 第4自動車化狙撃兵師団 (国家人民軍)
第4自動車化狙撃兵師団（4. motorisierte Schützendivision, 4. MSD）は、国家人民軍地上軍（東ドイツ陸軍）が有した師団の1つである。

## 歴史
1956年6月、兵営人民警察第3軍管区のエルフルト歩兵機動隊(Infanteriebereitschaft Erfurt)を母体として第4機械化師団(4. Mechanisierte Division)が設置され、同年11月30日に第4自動車化狙撃兵師団(4. motorisierte Schützendivision)と改称された。
1990年10月3日、ドイツ再統一によりドイツ民主共和国は崩壊し、国家人民軍とドイツ連邦軍（西ドイツ軍）の統合が始まる。第4師団は連邦軍東部司令部(Bundeswehrkommando Ost)に組み込まれた。

## 組織
部隊の構成はソビエト連邦軍の自動車化狙撃兵師団とほぼ同一であったが、戦闘ヘリコプター部隊・戦車部隊の規模はより小さかった。
下級部隊
| 部隊名                                                | 称号                                      | 駐屯地               |
| ----------------------------------------------------- | ----------------------------------------- | -------------------- |
| 第22自動車化狙撃兵連隊 Mot.-Schützenregiment 22       | トマス・ミュンツァー                      | ミュールハウゼン     |
| 第23自動車化狙撃兵連隊 Mot.-Schützenregiment 23       | アントン・ゼーフコウ                      | バート・ザルツンゲン |
| 第24自動車化狙撃兵連隊 Mot.-Schützenregiment 24       | ヨーン・シェーア                          | エルフルト           |
| 第4戦車連隊 Panzerregiment 4                          | アウグスト・ベーベル                      | ゴータ               |
| 第4砲兵連隊 Artillerieregiment 4                      | ヴィリー・ブレーデル                      | エルフルト           |
| 第4高射ロケット連隊 Fla-Raketenregiment 4             | ヘルマン・ダンツ                          | エルフルト           |
| 第4ロケット支隊 Raketenabteilung 4                    | フーゴー・グレーフ                        | エルフルト           |
| 第4ミサイル砲兵支隊 Geschosswerferabteilung 4         | オットー・フランケ                        | エルフルト           |
| 第4偵察大隊 Aufklärungsbataillon 4                    | ヴィリヘルム・ギルニウス(Wilhelm Girnius) | バート・ザルツンゲン |
| 第4工兵大隊 Pionierbataillon 4                        | ヴァルター・カイゼル＝ゴーリシュ          | バート・ザルツンゲン |
| 第4戦車猟兵支隊 Panzerjägerabteilung 4                | フランツ・ヤコブ                          | バート・ザルツンゲン |
| 第4通信大隊 Nachrichtenbataillon 4                    | ヴィルヘルム・リープクネヒト              | エルフルト           |
| 第4物資管理大隊 Bataillon Materielle Sicherstellung 4 | エルンスト・プッツ                        | エルフルト           |
| 第4修復大隊 Instandsetzungsbataillon 4                | ヴィルヘルム・ロイシュナー                | ゴータ               |
| 第4化学防護大隊 Bataillon Chemische Abwehr 4          | ロータール・ボルツ                        | エルフルト           |
| 第4衛生大隊 Sanitätsbataillon 4                       |                                           | エルフルト           |
| 第4補充連隊 Ersatzregiment 4                          |                                           |                      |

## 装備

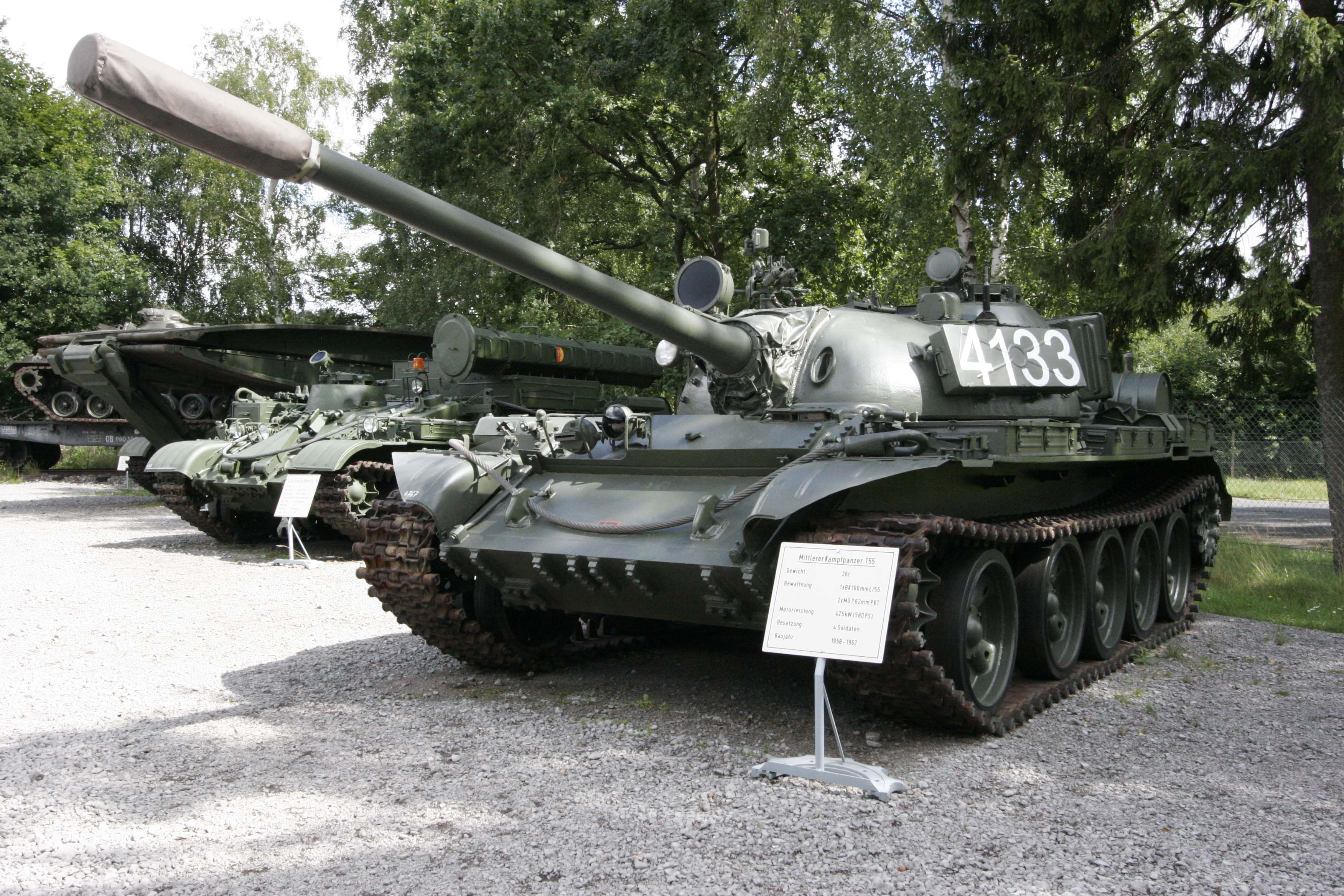
T-55戦車

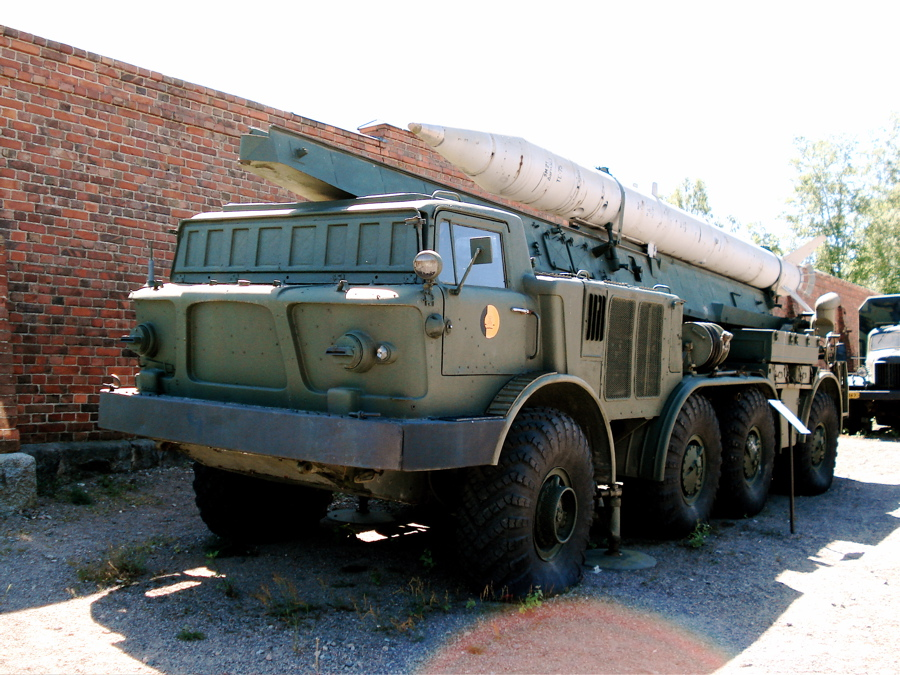
FROG-7B発射機

編成当初の第4師団ではT-34を主力戦車として運用し、1962年頃までにT-54戦車への更新を終えた。また1987年頃にはT-55戦車に更新された。
主力歩兵戦闘車としてはBTR-152、BTR-60、BTR-70が運用され、後にはBMP-1も導入された。
1990年の解散の時点で、第1師団は次の装備を有していた。
- FROG-7ミサイル発射機4両
- T-55戦車214両
- BMP装甲車114両
- SPW装甲車270両
- 野砲およびロケット発射機126門
- MT-55架橋戦車13両[1]

## 歴代師団長
| 着任時階級         | 氏名                                                   | 任期                           |
| ------------------ | ------------------------------------------------------ | ------------------------------ |
| 大佐(Oberst)       | マルティン・ギュンター(Martin Günther)                 | 1956年6月15日 - 1958年1月15日  |
| 少将(Generalmajor) | ハンス・エルンスト(Hans Ernst)                         | 1958年1月15日 - 1961年8月15日  |
| 大佐               | ヘルムート・ポッペ                                     | 1961年8月15日 - 1962年8月22日  |
| 大佐               | カール＝ハインツ・ホルシュタイン(Karl-Heinz Hollstein) | 1962年10月1日 - 1966年9月30日  |
| 少将               | ヨアヒム・ゴルトバッハ                                 | 1966年10月1日 - 1969年8月31日  |
| 大佐               | ハインツ・コッホ(Heinz Koch)                           | 1969年9月1日 - 1972年7月31日   |
| 少将               | アルトゥール・ゼーフェルト(Artur Seefeldt)             | 1972年8月1日 - 1979年9月30日   |
| 少将               | エゴン・グレアウ(Egon Gleau)                           | 1979年10月1日 - 1983年10月31日 |
| 少将               | ヴェルナー・シュルツェ(Werner Schulze)                 | 1983年11月1日 - 1985年8月31日  |
| 少将               | ミヒャエル・シュロートハウアー(Michael Schlothauer)    | 1985年9月1日 - 1987年8月31日   |
| 少将               | ベルント・ライストナー                                 | 1987年9月1日 - 1990年10月2日   |